# Jand (Transoksijana)
Jand (također Jend), srednjovjekovni grad na desnoj obali u donjem toku rijeke Jaksarta u Transoksijani. Bio je zimski glavni grad Seldžučkog Carstva prije njihove seobe u Veliki Horasan. Srušili su ga Mongoli i danas je u ruševinama.